# Chram

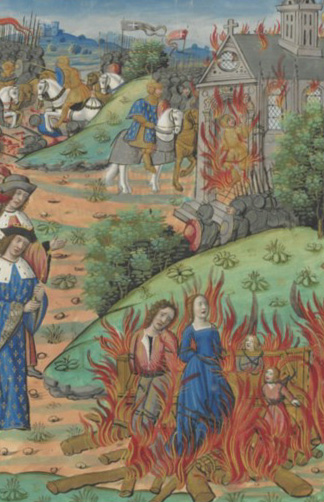
Muerte de Chramn, Guillaume Crétin, Crónicas francesas. Después de 1515, Ruan, Francia. Biblioteca Nacional de Francia.

Chram (también escrito Chramn, Chramm, antiguo franconio para "cuervo"; latín: Chramnus, francés moderno: Chramn (e)) (murió en 561) fue el hijo de Clotario I, un rey merovingio de los francos (r. 558-561), y su quinta esposa, Chunsina.
Chram se rebeló contra su padre en varias ocasiones. Tras una de estas rebeliones, huyó con su esposa e hijos a la corte de Chanao, el gobernante de Bretaña. En la búsqueda de Chram, Clotario derrotó a las fuerzas combinadas de Chanao y su hijo en la batalla. Chanao fue asesinado y Chram, que se retrasó en escapar por mar debido a su preocupación por la seguridad de su familia, fue capturado. Clotario dio órdenes de quemarlos vivos, pero Chram fue estrangulado y su cuerpo fue colocado en una cabaña, que posteriormente fue quemada. Según los informes, Clotario murió de remordimiento ese mismo año.